# 卡洛斯·埃德里尔·尤洛
卡洛斯·埃德里尔·尤洛（英語：Carlos Edriel Yulo，2000年2月16日—）生于马尼拉的菲律宾男子竞技体操运动员。尤洛在7岁时开始练习体操。16岁时，他移居至日本，师从钉宫宗大教练。后来，他进入帝京大学就读，大学期间，他的日语水平有不小的提高。

## 體操生涯
尤洛在卡塔尔多哈进行的2018年世界竞技体操锦标赛上以14.600的成绩夺得季军，成为历史上第一位在竞技体操世锦赛上夺得奖牌的东南亚男子选手。一年后，他在德国斯图加特进行的2019年世界竞技体操锦标赛自由体操决赛中以15.300的成绩夺得冠军，又成为历史上第一位在竞技体操世锦赛上夺得冠军的东南亚选手。
2024年巴黎奧運代表菲律賓接連取得男子自由體操與跳馬項目金牌，也是菲律賓首度在奧運體操項目取得金牌。